# Бюлеры
Бюлеры — русский баронский род.

## Происхождение рода
Род баронов Бюлеров происходит от нюрнбергского патриция Христофора Бюлера, возведенного 21 апреля 1622 года в дворянское достоинство римским императором Фердинандом II.
Грамотой императора Иосифа II от 20 марта 1784 года герцогский вюртембергский действительный тайный советник, тайный референдарий и директориальный посланник при Швабском округе Яков Альбрехт Бюлер возведён с нисходящим его потомством в баронское Римской империи достоинство.
5 июля 1876 род был внесён в IV часть дворянской родословной книги Рязанской губернии.
Определением Правительствующего Сената род этот неоднократно был утверждён в баронском достоинстве.

## Герб
Герб рода Бюлер, имеющих титул Священной Римской Империи баронов внесён в Часть 11, стр. 52 Общего гербовника дворянских родов Всероссийской империи.
В лазоревом щите серебряная скала.
Щит увенчан баронскою короною и двумя коронованными шлемами. Нашлемники: первый, два черных орлиных крыла, второй, два буйволовых рога, пересеченные первый — лазурью, с серебром, второй — серебром и лазурью. Намет лазоревый, с серебром. Щитодержатели: два золотых льва, с обращенными головами и червлеными глазами и языками.

## Представители рода
- Яков Альбрехт Бюлер — вюртембергский действительный тайный советник
  - Карл Яковлевич Бюлер (1749—1811) — русский дипломат, чрезвычайный посланник и полномочный министр при баварском дворе и при Тарговицкой конфедерации, сенатор.
  - Христофор Яковлевич Бюлер (1752—1805)
  - Фёдор Яковлевич Бюлер (1760—1822, нем. Jakob Friedrich Freiherr von Bühler) — русский государственный деятель, действительный статский советник.
    - Терезия Бюлер (1791—1868, нем. Freiin Theresia von Bühler) — жена австрийского фельдмаршал-лейтенанта, графа Рудольфа фон Салис-Цизерса[нем.].
    - Карл Фёдорович Бюлер (1805—1868) — русский генерал, участник Крымской войны, в 1852 г. дозволено пользоваться титулом дяди, Андрея Яковлевича.

  - Андрей Яковлевич Бюлер (1763—1843) — русский дипломат, сенатор, тайный советник. Был женат на Александре Евстафьевне фон Пальменбах .
    - Фёдор Андреевич Бюлер (1821—1896) — государственный деятель Российской империи, действительный тайный советник, директор московского главного архива министерства иностранных дел.

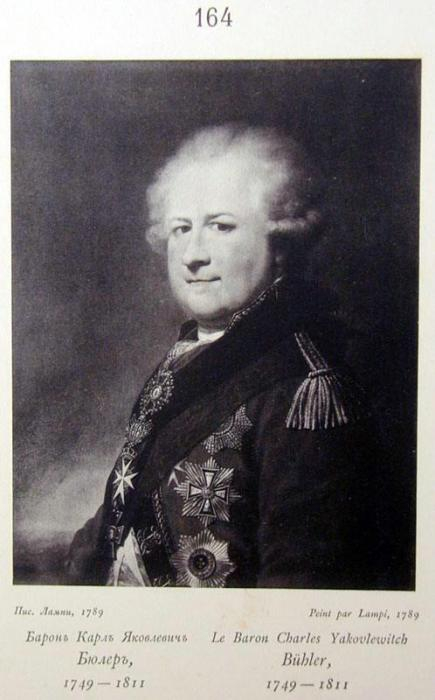
Карл Яковлевич
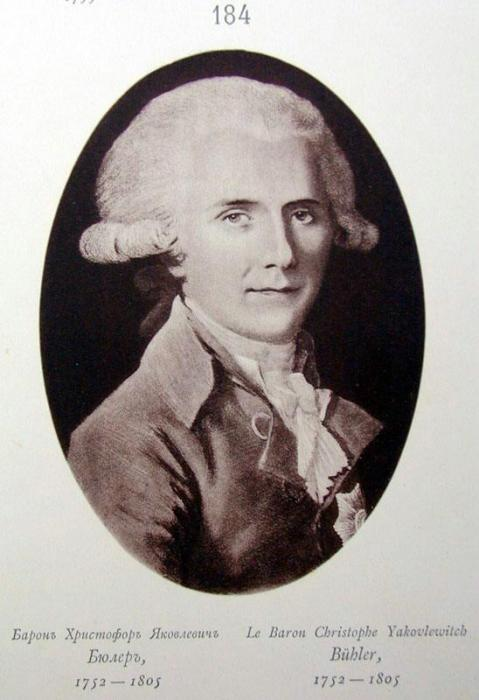
Христофор Яковлевич
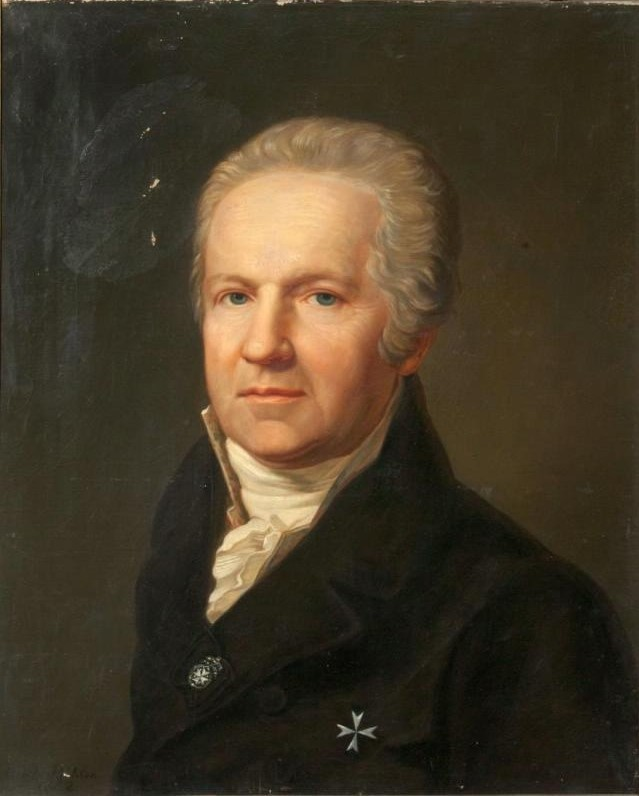
Фёдор Яковлевич
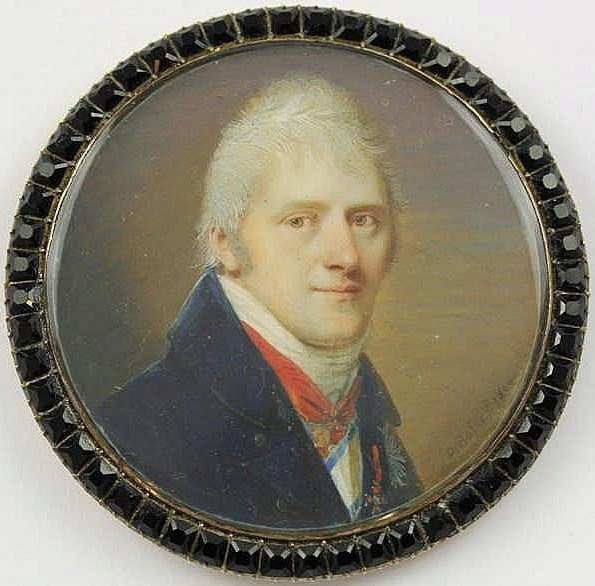
Андрей Яковлевич
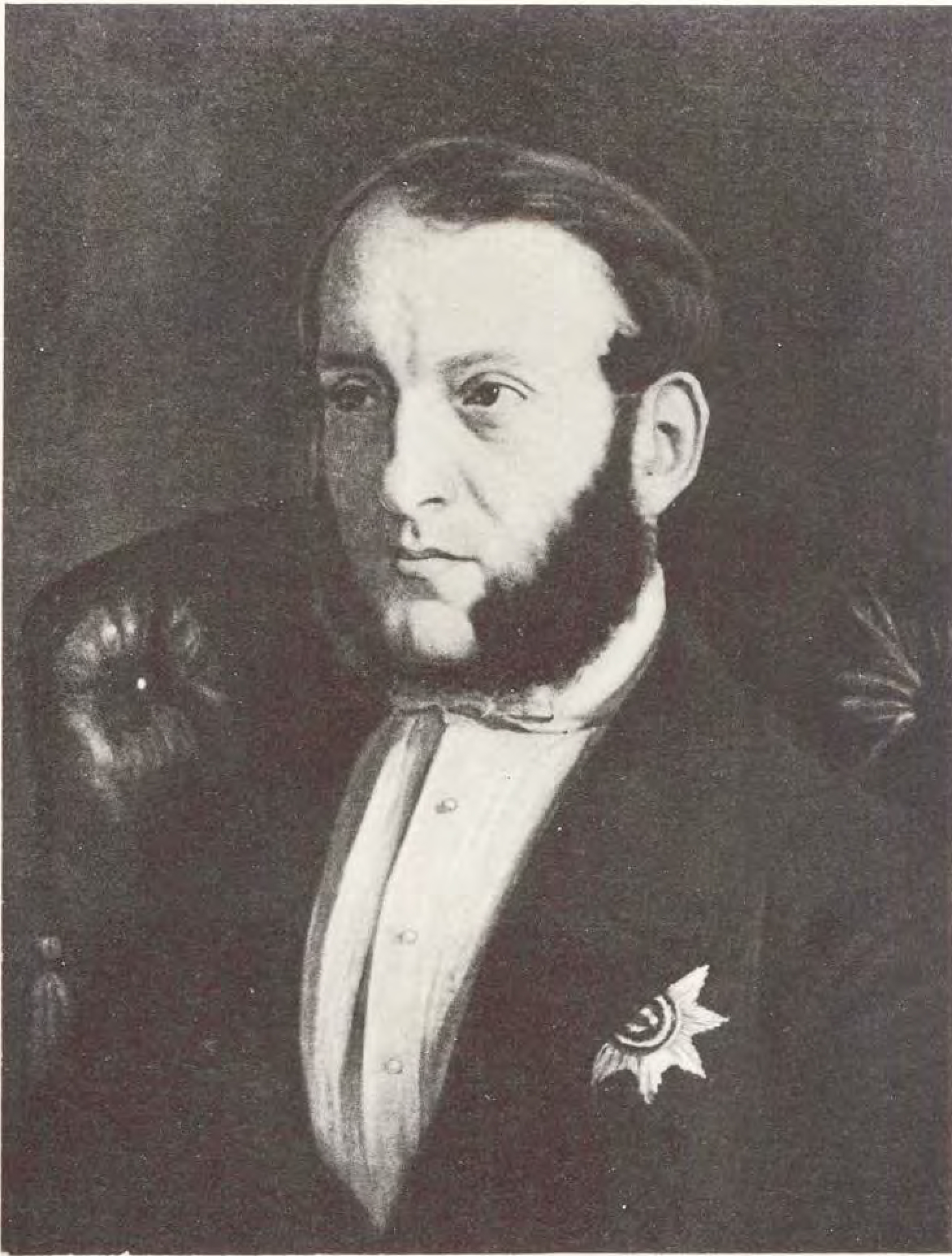
Фёдор Андреевич